# Erwin Hagedorn

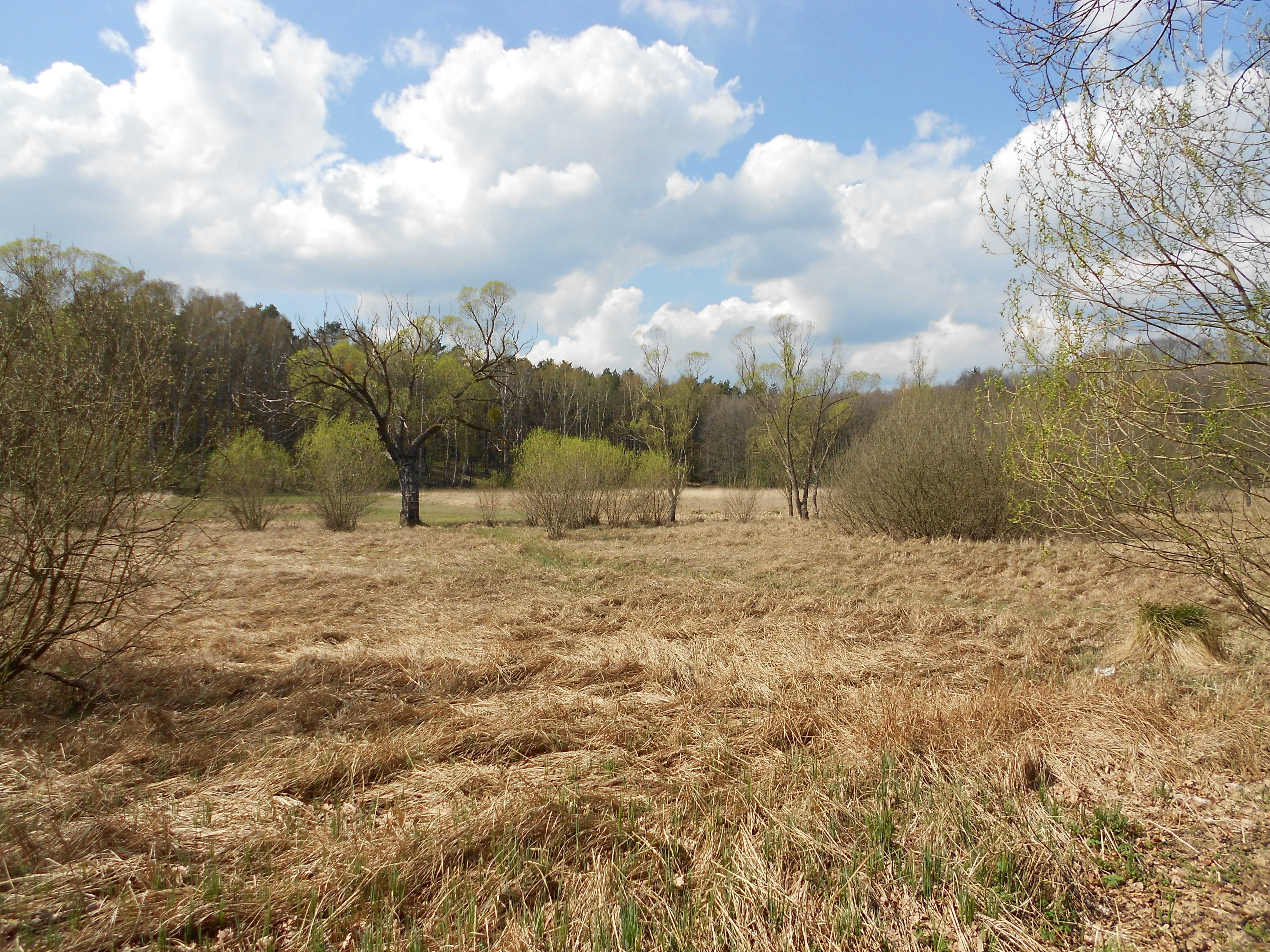
Die Drehnitzwiese an der Wildparkstraße war der Tatort des dritten Mordes

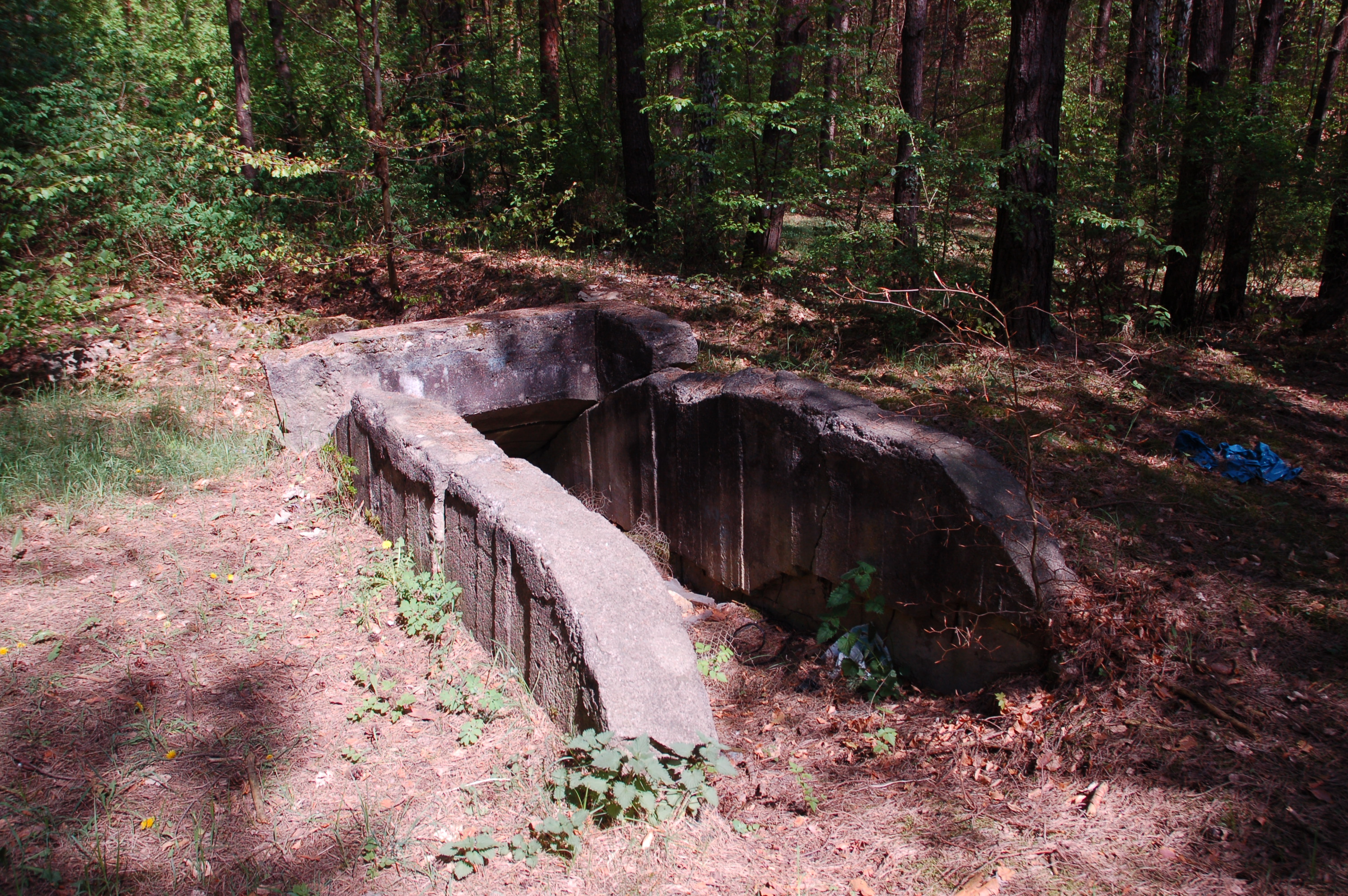
Der „Franzosenbunker“ war der letzte bekannte Aufenthaltsort der ersten beiden Opfer

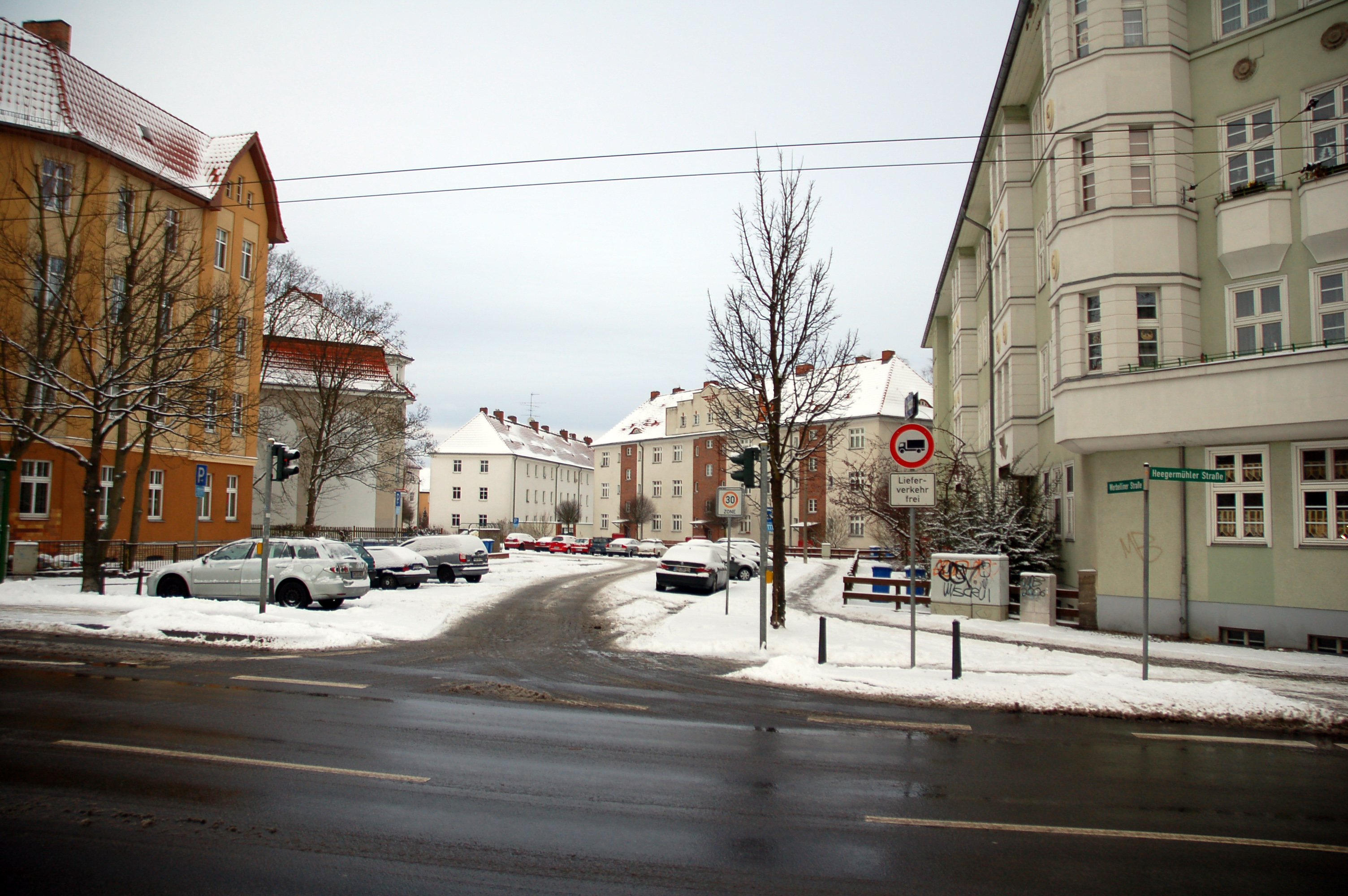
Rechts das Wohnhaus des Mörders in der Werbelliner Straße 4 (1 km von den Tatorten entfernt)

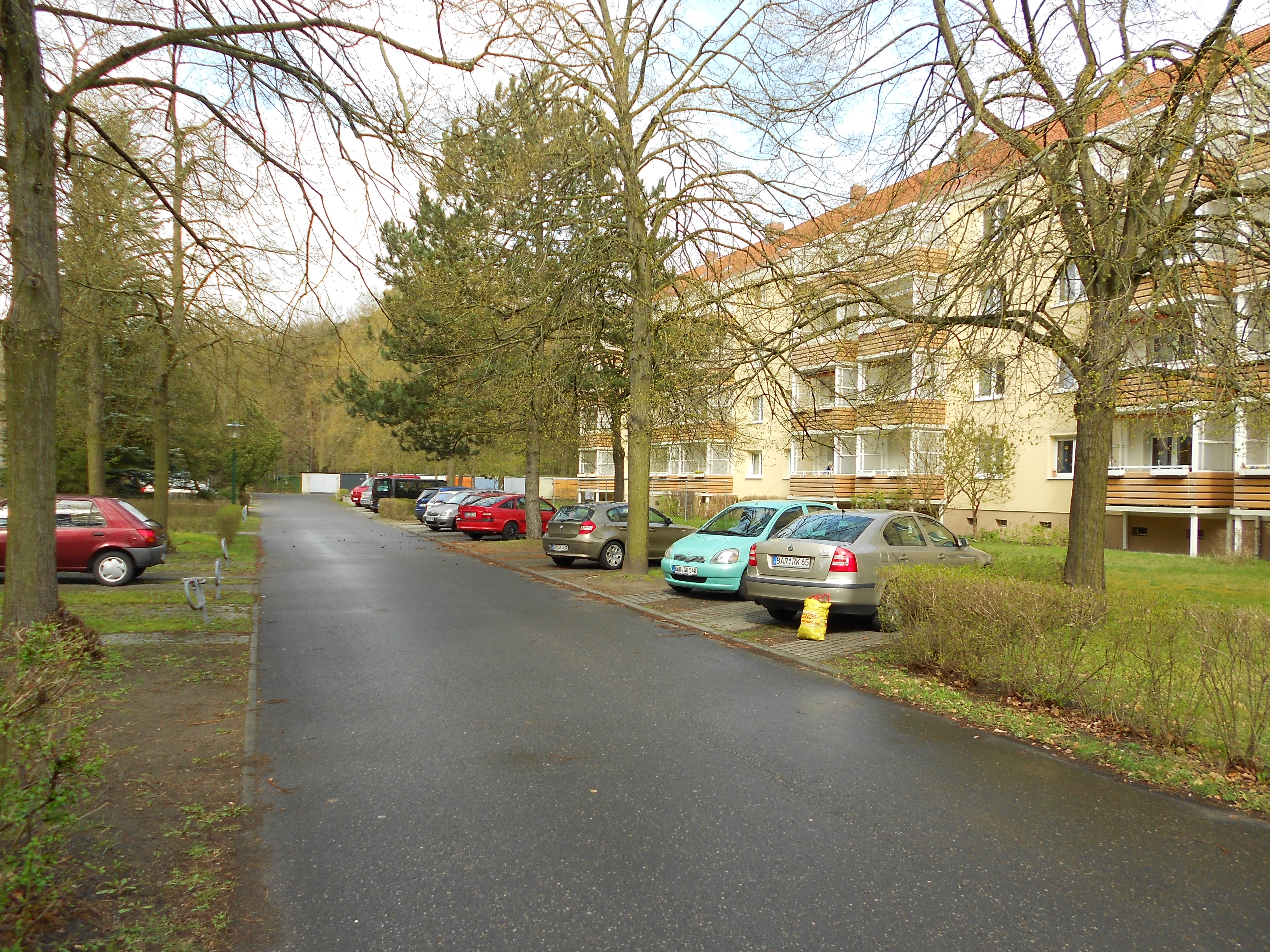
Das dritte Opfer wohnte in diesem Wohnblock (Altneubau) unmittelbar am Waldrand, wo die Leiche gefunden wurde. 1971 wurden alle Häuser der Wildparkstraße rund um die Uhr durch die Polizei überwacht.

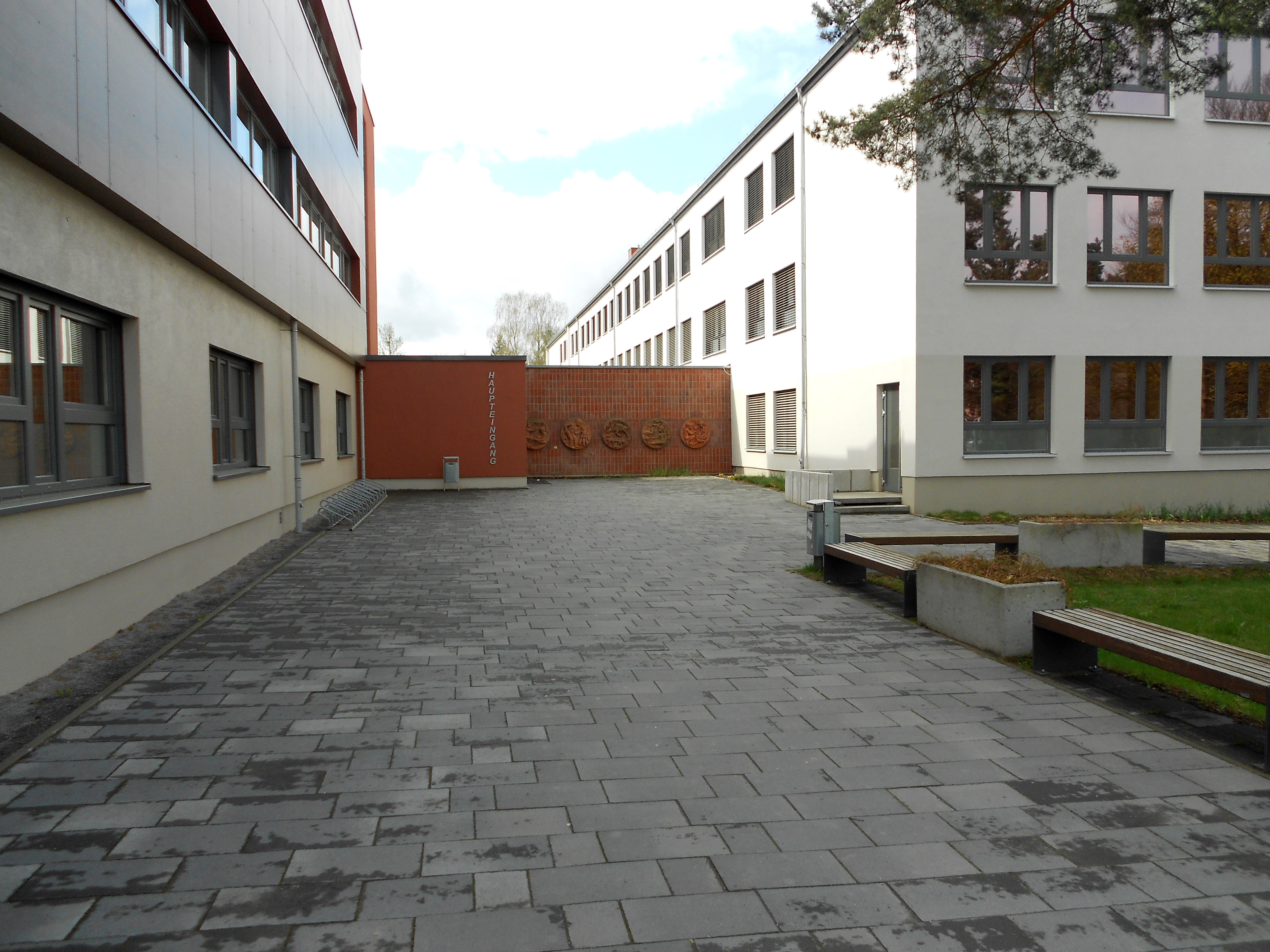
In diese Schule gingen die Opfer, hier wurden die polizeilichen Befragungen durchgeführt

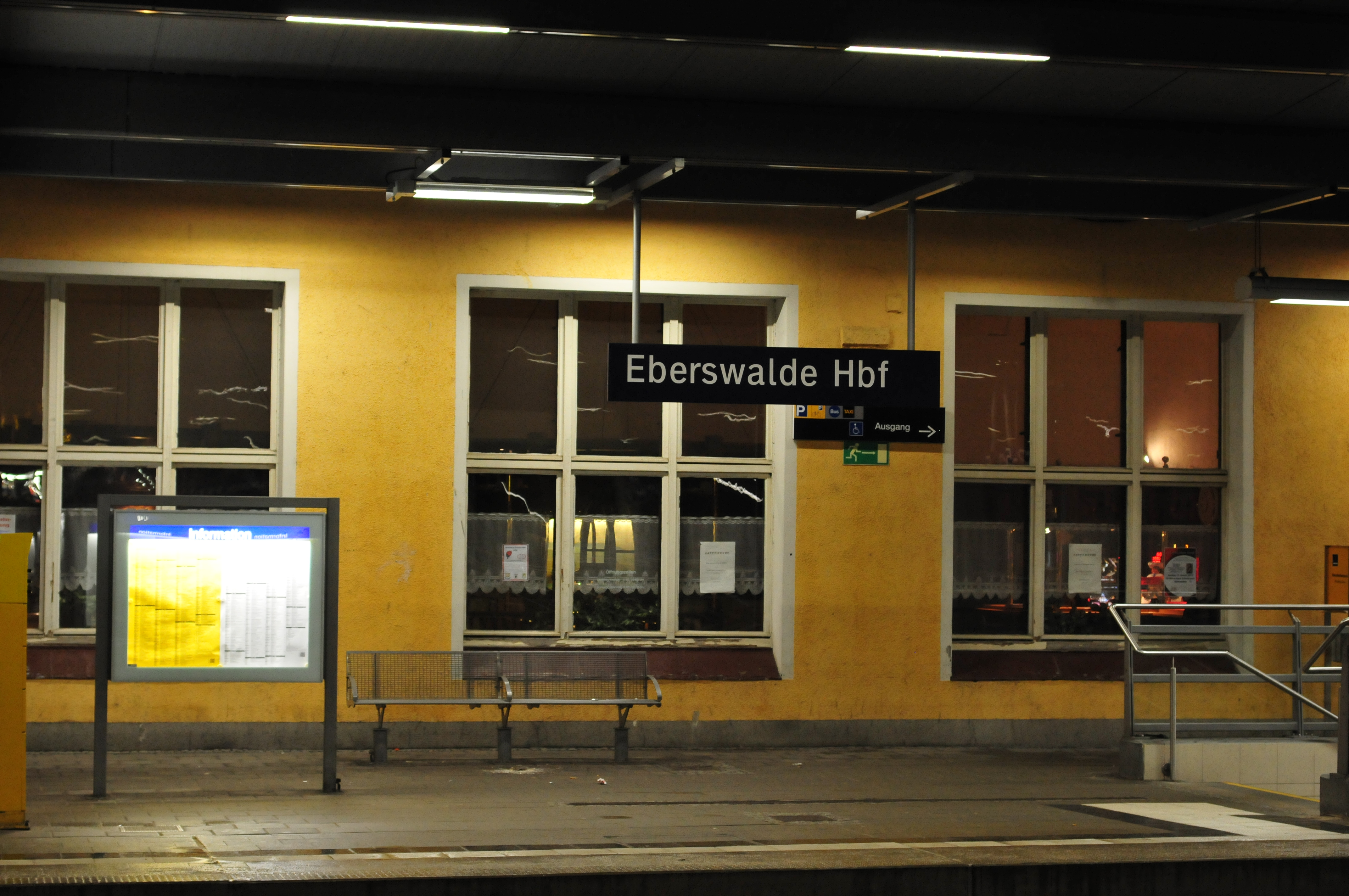
An dieser Stelle befand sich damals die Mitropa-Gaststätte, in der Hagedorn als Lehrling arbeitete. Hier fiel auf, dass er beim Zerlegen von Fischen besonders brutal vorging.

Erwin Herrmann Hagedorn (* 30. Januar 1952 in Eberswalde; † 15. September 1972 in Leipzig) war ein deutscher Sexualstraftäter und mehrfacher Kindermörder.

## Verbrechen und Fahndungsmaßnahmen
Der Kochlehrling Erwin Hagedorn, der in einer Mitropa-Bahnhofsküche arbeitete, ermordete am 31. Mai 1969 zwei neunjährige Schüler im Eberswalder Wald an der Drehnitzwiese mit einem Messer auf grausame Weise. Beide Opfer starben durch eine tiefe Schnittverletzung am Hals, wobei ein Schnitt so tief ging, dass bei einem der zwei Wochen später aufgefundenen Kinder infolge der Leichenfäulnis der Kopf abgetrennt war.
Es folgte eine langwierige Fahndung nach dem Täter. Erstmals in der deutschen Kriminalgeschichte ließ die Polizei durch den Berliner Gerichtspsychiater Hans Szewczyk ein psychologisches Täterprofil anfertigen. Dazu besorgten Agenten des Ministeriums für Staatssicherheit der DDR auch aus Westdeutschland Unterlagen zu dem Fall des Kindermörders Jürgen Bartsch. Laut Szewczyk handelte es sich bei dem Mörder aller Wahrscheinlichkeit nach um einen homosexuellen und pädophilen Sadisten, der schon früher durch harmlos wirkende Annäherungsversuche an Kinder aufgefallen sein musste. Als die umfangreichen, aber in der Öffentlichkeit aus politischen Gründen weitgehend geheimgehaltenen Ermittlungen nichts erbrachten, wurden die Ermittlungen eingestellt.
Mehr als zwei Jahre später, am 7. Oktober 1971, tötete Hagedorn im selben Wald auf die gleiche Weise einen zwölfjährigen Jungen. Unmittelbar danach fuhr Hagedorn zu einer Auszeichnungsveranstaltung in den Betrieb seiner Mutter. Nach dem dritten Mord wurde der Stadtteil Westend in Eberswalde umfassend von der Polizei kontrolliert, vor jedem Hauseingang war ein Polizist postiert. Kinder durften das Haus nur noch in Begleitung eines Elternteiles verlassen, jedes Kind musste zur Schule gebracht und abgeholt werden. Im Zuge der Ermittlungen wurden zahlreiche andere Straftaten aufgeklärt.
Neben der damals noch üblichen wöchentlichen Belehrung in der Schule, wie Kinder mit Fundmunition umzugehen haben, wurden noch lange nach der Verurteilung Hagedorns Belehrungen erteilt, wie man sich gegenüber Fremden zu verhalten habe. Wieder wurde eine Sonderkommission gebildet und Szewczyk hinzugezogen. Dieser hatte die Idee, Befragungen von Schulklassen durchzuführen, welche die Kriminalpolizei schließlich auf die entscheidende Spur brachten. Nach dem Hinweis eines Jungen, der schon ein Jahr vor den ersten Morden sexuell belästigt worden war, aus Scham jedoch geschwiegen hatte, wurde Erwin Hagedorn am 12. November 1971 festgenommen. Er gestand die Sexualmorde sofort, jedoch nur im Allgemeinen. Details mussten erst mühsam erfragt werden, Hagedorn plädierte anfangs sogar auf einen Unfall. Erst im wochenlangen Verhör erzielten die Ermittler Erfolge. Bereits in der Ausbildung zum Koch wurde beobachtet, dass Hagedorn beim Zerlegen von Fischen besondere Brutalität zeigte.
Die bis dahin in der DDR beispiellosen Verbrechen wurden in Form eines dokumentarischen Lehrfilms, in dem Hagedorn selbst mitspielte, an den Originaltatorten nachgestellt; Kinder von Kriminalisten spielten dabei die Opfer. Der Drehstab begleitete auch die Vernehmungen und den Prozess mit der Kamera. Hagedorn gab sich gegenüber den Ermittlern stets außerordentlich kooperativ; er äußerte sich ohne sichtbare Gefühlsregung zu seinen Taten.
Opfer
- 31. Mai 1969 Henry Specht und Mario Louis
- 9. Oktober 1971 Ronald Winkler

## Prozess und Hinrichtung
Am 15. Mai 1972 wurde Hagedorn vom 1. Strafsenat des Bezirksgerichts Frankfurt (Oder) wegen mehrfach vollendeten und mehrfach vorbereiteten Mordes (in acht Fällen) sowie sexuellen Missbrauchs von Kindern zum Tode verurteilt. Bei der ersten Tat war Hagedorn noch nicht volljährig. Die Volljährigkeit trat in der DDR schon seit Mai 1950 mit dem vollendeten 18. Lebensjahr ein, während eine entsprechende Änderung in der BRD erst 1975 erfolgte. Im Urteilsspruch hieß es: „Der Angeklagte hat das Recht verwirkt, in dieser unserer humanen Gesellschaft zu leben.“ Die Revisionsverhandlung bestätigte den Richterspruch der Vorinstanz. Ein von Hagedorns Eltern eingereichtes Gnadengesuch lehnte der Staatsratsvorsitzende Walter Ulbricht ab. Hagedorns freimütige Selbstdarstellung im Film soll diese Entscheidung maßgeblich beeinflusst haben.
Der erst 20-jährige Hagedorn wurde am 15. September 1972 in der zentralen Hinrichtungsstätte der DDR in der Strafvollzugsanstalt Leipzig von dem Henker Hermann Lorenz durch einen unerwarteten Nahschuss mit einer Pistole in den Hinterkopf hingerichtet. Der Leichnam wurde im Krematorium des Leipziger Südfriedhofes eingeäschert und anonym begraben. Über die Hinrichtung wurde nur in einem kleinen Artikel einer Zeitung berichtet.

## Fernsehen
Die Folge Im Alter von … der Kriminalserie Polizeiruf 110, die den Fall Hagedorn zum Vorbild hatte, fiel der Zensur in der DDR zum Opfer und durfte nicht gesendet werden; sie wurde 2011 anhand des in einem Keller der Vernichtung entgangenen Kameranegativs und des Drehbuchs rekonstruiert und zum 40-jährigen Jubiläum der Sendereihe veröffentlicht.
In der ARD-Reihe Die großen Kriminalfälle lief die Folge Tod einer Bestie – Der Fall Hagedorn am 17. Mai 2001.
Die ARD zeigte im Januar 2013 nach dem Fall den Kriminalfilm Mord in Eberswalde mit Ronald Zehrfeld in der Hauptrolle des fiktiven Kripo-Hauptmanns Heinz Gödicke. Das Drehbuch schrieb Holger Karsten Schmidt, Regie führte Stephan Wagner.
Aus dem Jahr 2023 stammt eine dreiteilige ARD-Miniserie, die den Fall, mit einer Gesamtlaufzeit von 90 Minuten, im True-Crime-Format dokumentiert und eine Reihe von Zeugen, darunter ehemalige Schulfreunde der Kinder und Prof. Hans Szewczyk zu Wort kommen lässt, der damals als psychiatrischer Leiter der Forensik in der Berliner Charité ein Täterprofil erstellte. Der dritte Teil zeigt dabei altes Archivmaterial aus dem oben erwähnten Lehrfilm, auf dem Hagedorn zu sehen ist, wie er mit Kindern und einem Plastikmesser seine Tat selbst nachstellt. Eine Praxis, die mittlerweile nicht mehr üblich ist, wie Autor Marko Kregel betont, der ebenfalls in der Miniserie auftritt und den Fall in seinem Buch Blutrausch ausführlich schildert. In der ARD-Doku „Angst in den Augen – Der Fall Erwin Hagedorn“ wird berichtet, dass Hagedorn in seiner Schulzeit ein Außenseiter war, der von seinen Mitschülern schikaniert und verspottet wurde, zudem spielte er überwiegend mit jüngeren und kaum mit gleichaltrigen Kindern.